# Irina Nazarowa
Irina Wiktorowna Nazarowa, z domu Bagriancewa (ros. Ирина Викторовна Назарова, z domu Багрянцева; ur. 31 lipca 1957 w Królewcu) – rosyjska lekkoatletka specjalizująca się w biegach sprinterskich, uczestniczka letnich igrzysk olimpijskich w Moskwie (1980), złota medalistka olimpijska w biegu sztafetowym4 × 400 metrów. Podczas swojej kariery reprezentowała Związek Socjalistycznych Republik Radzieckich.

## Sukcesy sportowe
| Rok  | Miasto   | Zawody               | Konkurencja                      | Wynik                  |
| ---- | -------- | -------------------- | -------------------------------- | ---------------------- |
| 1979 | Montreal | Puchar świata        | sztafeta 4 × 400 m               | 2. miejsce             |
| 1980 | Moskwa   | Igrzyska olimpijskie | sztafeta 4 × 400 m bieg na 400 m | złoty medal 4. miejsce |
| 1981 | Rzym     | Puchar świata        | bieg na 400 m                    | 6. miejsce             |
| 1984 | Praga    | Zawody Przyjaźń-84   | sztafeta4 × 400 m                | złoty medal            |
| 1985 | Canberra | Puchar świata        | sztafeta 4 × 400 m               | 2. miejsce             |

## Rekordy życiowe
- bieg na 400 metrów (stadion) – 50,07 – Moskwa 28/07/1980[1]